# 美術解剖学
美術解剖学（びじゅつかいぼうがく,英Anatomy for Artists、Artistic Anatomy）とは、主に人体を中心とした、生物の解剖学的な構造を美術制作（主に具象芸術）に応用するための知識体系。

## 概要
主な研究対象は人間である。近代以前までは、騎馬像の需要から馬も研究された。他には、犬、家畜、鳥などがある。
以下の解説は、人体の美術解剖学に関する内容である。
美術解剖学は、生体の体表観察では的確に捉えることが難しい体表面の起伏や構造を、解剖学的に認識することで捉えやすくしようとする。その目的から、体表の形状に最も直接的に影響を与える運動器系、すなわち、骨格系と筋系が主に取り扱われる。
その他に、循環器系は皮静脈が皮下に観察されることから、その走行が取り上げられる。いわゆる内臓は通常は扱われない。皮下脂肪を含む、結合組織も取り上げられる事は少ない。体表であり特徴的であるにもかかわらず、外生殖器も通常扱われない。
解剖学を主な情報源とした応用解剖学の一つと見なされる。人種差、性差、年齢差のように人類学や生物学また発生学的な情報も含まれる。
また、人体比率や、顔の表情などを扱うのも特徴的である。
このように、美術解剖学は、人体の造形の参考になる情報を、様々な研究領域から集めて総合的に再編纂したものである。
現在の日本では、上記のような参照的もしくは教育的要素のもの（Anatomy for artists）の他に、解剖学的視点で芸術作品を批評分析または研究する芸術学の領域（Artistic anatomy）としても解釈されている。
解剖（解剖学）を美術として扱う分野と誤認されていることもしばしばある。

## 歴史

### 起源

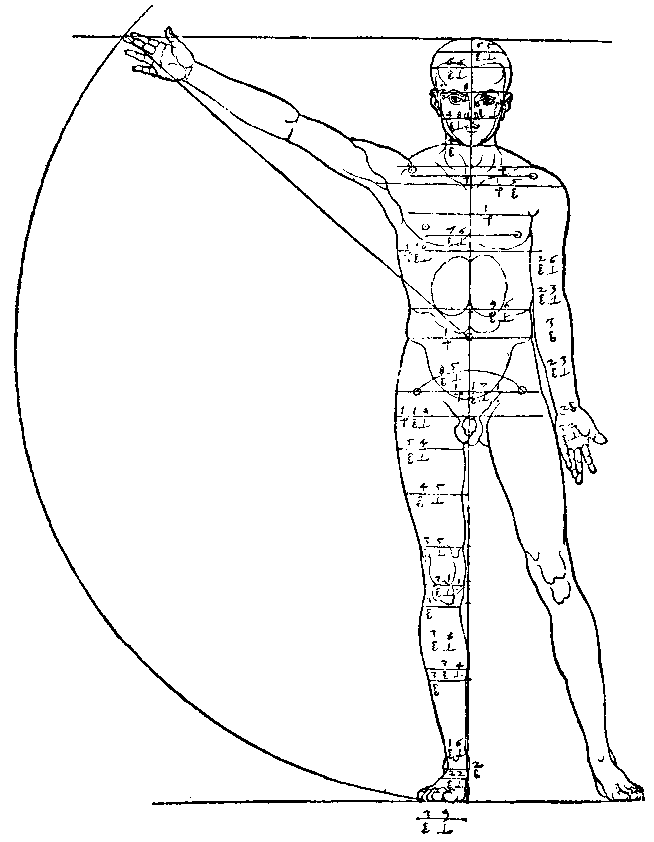
アルブレヒト・デューラーによる人体比例図

解剖学は、名も無く捕らえどころの無い自然物に名称を与え概念化することによりその情報を共通して扱えるようにする働きがある。人体表現の様式化は情報の共通化によって可能になる事から、それを広義での解剖学的視点と見るなら、様式立った人体造形を確立していたエジプト、メソポタミアまで時代をさかのぼる事が出来る。
エジプト美術では、アマルナ時代を代表とする写実的な人体表現や神として崇められた様々な動物の表現からも、当時すでに緻密で冷静な生体観察がされていたことがうかがえる。
ギリシャ美術、クラシック時代（紀元前5世紀前半）になると、ポリュクレイトスによって片方の脚に体重をかけて「休め」の姿勢をとるコントラポストが様式化され、また人体が美しく調和を持って見える理想の比例としてカノンが考案された。
人体の外見から推し量れる基準は古くから研究されまた実践されたが、それを内面から解剖的手法によって把握しようとするのはイタリア・ルネサンス期に入ってからである。
レオン・バティスタ・アルベルティの「絵画論」（1436年）には、絵画における解剖学研究の必要性があげられている。
レオナルド・ダ・ヴィンチの解剖手稿が描かれたのはこの頃であり、ミケランジェロ・ブオナローティもまた自ら解剖を行ったと伝えられている。
アルブレヒト・デューラーにより人体比例研究の成果として「人体均衡論四書」が著される（1528年）。
解剖学者アンドレアス・ヴェサリウスによる解剖学書、通称「ファブリカ」が出版（1543年）され、それまでにない解剖図譜の精緻さと人体表現から医学のみならず美術に対してもその後大きな影響を与えた。
芸術表現のための人体解剖の必要性とその実践が記録として残されているこの時代が、実質的な美術解剖学の誕生の時期と見ることが出来る。

### 名称
美術解剖学という簡潔な名前が生まれたのは、今から180年ほど前の19世紀の中頃である。当時は「絵画解剖学(Anatomia Pittorica)」(1841)、「美術解剖学(Anatomie Artistique)」(1850)、「美術解剖学(Artistic Anatomy)」(1852)、「造形解剖学(Plastischen Anatomie)」(1856)など用語が定まっていない。欧文表示を見るとわかるが、イタリア語、フランス語、英語、ドイツ語と国によって表現が異なっている。

### 日本の美術解剖学史
東京美術学校（現東京芸術大学）の前身である工部美術学校が明治9年（1876年）に開校し、そこに教授としてイタリアから招かれていたアントニオ・フォンタネージとヴィンチェンツォ・ラグーザによって解剖学が教程にあげられたが、教育科目として美術解剖学が確立したのは明治24年（1891年）から30年代初期に東京美術学校において「芸用解剖学」が森林太郎（森鷗外）とその後任の久米桂一郎らにより始められてからと言える。
現在、東京芸術大学に美術解剖学の講座がある。講義は美術大学を始め、美術系専門学校などで行われている。

## 美術解剖教育の現在
いくつかの欧米の美術学校において、現在も様々なかたちで美術解剖講義が行われている。これらは、講師が人体の構造を骨と筋の組み合わせから解説し実際に描いて見せるもの（アナトミカル・ドローイング）や、講師の解説に従って生徒がデッサンしたり粘土で実際に造形するワークショップの形をとっているものなどがある。
日本の美術学校で行われている美術解剖講義は、講師が壇上でプロジェクタやプレゼンテーションソフトを用いて解説をする形態が多い。

## 現代のニーズ
20世紀後期から急速に技術を高めたCGIを多用する映像芸術の領域において、写実的に人体を表現する際の知識として有用性がある。 これは動画であることが多いので、従来の形状の知識に加えて運動学を応用した知識も必要になる。
また、実在の人間や動物以外にも、空想の生き物（クリーチャー）を、あたかも実在するかのように現実的に表現する時なども有用である。

## 美術解剖講義を行っている主な学校、施設

### 国内

#### 大学
- 東京芸術大学
- 多摩美術大学
- 武蔵野美術大学
- 東北芸術工科大学
- 女子美術大学
- 成安造形大学
- 金沢美術工芸大学
- 京都精華大学
- 玉川大学

ほか多数の教育機関

### 海外
- エコール・デ・ボザール
- New York Academy of Art
- アート・スチューデンツ・リーグ・オブ・ニューヨーク
- The Florence Academy of Art
- Rome University of Fine Arts

## 人物
- ジャン＝アントワーヌ・ウードン 彫刻家。エコルシェ（筋肉人）彫刻の制作
- ポール・リッシェ　彫刻家。美術解剖教育
- ジョージ・ブリッジマン　画家。美術解剖教育
- ロバート・ビバリー・ヘイル　学芸員。美術解剖教育
- バーン・ホガース　漫画家。美術解剖教育
- アーネスト・トンプソン・シートン 博物学者。動物美術解剖
- ゴットフリード・バメス 画家。美術解剖教育。ドレスデン美術アカデミー教授
- 森鷗外　美術解剖教育
- 後藤貞行　美術解剖教育
- 久米桂一郎　美術解剖教育
- 桜井恒次郎　解剖学者。美術解剖教育。著書に『美術解剖学の栞』（博多人形師への連続講義をまとめたもの）
- 西田正秋　美術解剖教育
- 中尾喜保　美術解剖教育
- 三木成夫　解剖学者。美術解剖教育
- 布施英利　作家。美術評論家。美術解剖教育。現東京藝術大学美術解剖学講座准教授
- 宮永美知代　美術解剖教育。現東京藝術大学美術教育助教
- レオン佐久間　メディカルイラストレーター。川崎医療福祉大学特任教授
- 粟田大輔　美術批評
- 海斗 (美術解剖学モデル) 美術解剖学専門モデル

## 関連事項
- ウィトルウィウス的人体図
- 騎馬像